# 特写
特写是指在电影、电视或摄影中以非常近的距离拍摄人或物体。特写镜头和中镜头、长镜头一起构成了标准的拍摄手法。特写能够展现细节，得到强烈清晰的视觉效果，但却不能获得宽阔的视角。电影中，特写镜头一般较短，常由远距离的镜头切入，能在观众的视觉与心理上迅速产生强烈效果。